# Рустамханлы, Сабир Худу оглы
Сабир Худу оглы Рустамханлы (азерб. Sabir Xudu oğlu Rüstəmxanlı; род. 20 мая 1946, Хамарканд, Ярдымлинский район) — Народный поэт Азербайджанской Республики (2005), деятель азербайджанского национально-освободительного движения, председатель Партии гражданской солидарности, депутат Милли Меджлиса.

## Биография
Родился 20 мая 1946 года в селе Хамаркенд. В 1963 году окончил одиннадцатилетнюю школу поселка Ярдымлы. Поступил на филологический факультет Азербайджанского государственного университета и окончил его с отличием в 1968 году.
Трудовую деятельность начал еще со студенческих лет, в 1967 году работал в газете «Литература и искусство» Союза писателей Азербайджана, в 1974 — 1975 годах служил в Советской армии. Параллельно занимался научной работой и окончил аспирантуру Института литературы имени Низами Академии наук Азербайджанской ССР. В 1976 году Рустамханлы защитил диссертацию на тему «Джалил Мамедкулизаде и фольклор» и получил учёную степень кандидата филологических наук.

### Литературная деятельность
С 1967 года литературная деятельность стала его основной профессией. В 1967 — 1978 годах был специальным корреспондентом и заведующим отделом в газете «Литература и искусство», а в 1978 — 1989 годах - главным редактором издательства «Язычы», где печатал сотни научных, литературно-критических, публицистических статей.  Первая книга была опубликована в 1970 году. С тех пор в Азербайджане, Турции, России, Швеции издано более 20 книг стихов, прозы, публицистики. Его книги отмечены высокими литературными премиями Азербайджана, и он прославил свое имя во всем тюркском мире и на постсоветском пространстве. Его произведение «Книга жизни» сыграло значительную роль в пробуждении национально-патриотических чувств азербайджанского народа и стало одной из нравственных основ национально-освободительного движения 1988 года. Произведения С. Рустамханлы переведены на языки многих народов мира. В 2005 году ему было присвоено почетное звание Народного поэта.

### Общественно-политическая деятельность
В 1989 году он основал первую в Азербайджане независимую демократическую газету «Азербайджан» и в течение двух лет был ее главным редактором. В 1990 году избран в парламент от Демократического фронта Азербайджана, сопредседатель фракции Демократического блока независимого Азербайджана, председатель Комиссии по работе с беженцами.
Включен в состав Национального совета Верховного Совета Азербайджанской Республики, образованного 26 ноября 1991 года.
В 1991 — 1995 годах занимал пост министра печати и информации. Ушел в отставку с поста министра печати и информации в 1995 году.
В 1992 году он основал Партию гражданской солидарности с группой интеллектуалов и до сих пор является председателем партии. В 2003 году был выдвинут кандидатом в президенты Азербайджанской Республики от Партии гражданской солидарности.
Сабир Рустамханлы был депутатом Милли Меджлиса с 1990 по 24 ноября 2015 года. 9 февраля 2020 года переизбран депутатом Милли Меджлиса.
Сабир Рустамханлы является членом Всемирного конгресса азербайджанцев. В разное время он был спикером Ассамблеи конгресса, членом Совета директоров и председателем. В 2008 и 2011 годах избирался сопредседателем 10-го и 11-го съездов Всемирного конгресса азербайджанцев.

## Награды
- Орден «Слава» (23 мая 1996 года)[3]. Рустамханлы отказался от этого ордена в знак протеста против власти[4]. Тем не менее, 20 мая 2021 года Президент Азербайджанской Республики Ильхам Алиев вновь наградил его орденом Славы за многолетнюю эффективную деятельность в общественно-политической и культурной жизни Азербайджанской Республики[5].
- Народный поэт Азербайджанской Республики (12 июля 2005 года) — за заслуги в развитии азербайджанской литературы и культуры[6].
- Серебряная медаль «За заслуги в культуре Gloria Artis» (7 декабря 2011 года, Польша)[7].
- Памятный знак «880-летие Низами Гянджеви (1141 — 2021)» (Министерство культуры Азербайджана)[8].
- 11 января 1989 года за произведение «Книга жизни» (1988) Сабир Рустамханлы был удостоен Литературной премии имени М. Ф. Ахундова Союза писателей Азербайджана[9].